# Oncometopia resistens
Oncometopia resistens är en insektsart som beskrevs av Melichar 1925. Oncometopia resistens ingår i släktet Oncometopia och familjen dvärgstritar. Inga underarter finns listade i Catalogue of Life.